# Nearctopsylla ioffi
Nearctopsylla ioffi är en loppart som beskrevs av Sychevsky 1950. Nearctopsylla ioffi ingår i släktet Nearctopsylla och familjen mullvadsloppor. Inga underarter finns listade i Catalogue of Life.